# Бессе-ле-Сито
Бессе́-ле-Сито́ (фр. Bessey-lès-Cîteaux) — коммуна во Франции, находится в регионе Бургундия. Департамент коммуны — Кот-д’Ор. Входит в состав кантона Женли. Округ коммуны — Дижон.
Код INSEE коммуны — 21067.

## Население
Население коммуны на 2010 год составляло 666 человек.
| 1962 | 1968 | 1975 | 1982 | 1990 | 1999 | 2010 |
| ---- | ---- | ---- | ---- | ---- | ---- | ---- |
| 316  | 279  | 346  | 469  | 509  | 476  | 666  |

## Экономика
В 2010 году среди 433 человек трудоспособного возраста (15—64 лет) 328 были экономически активными, 105 — неактивными (показатель активности — 75,8 %, в 1999 году было 71,6 %). Из 328 активных жителей работали 292 человека (156 мужчин и 136 женщин), безработных было 36 (14 мужчин и 22 женщины). Среди 105 неактивных 30 человек были учениками или студентами, 55 — пенсионерами, 20 были неактивными по другим причинам.

## Справка
КоммунаБессе-ле-Сито
Bessey-les-Citeaux
Держава	Франция Франция
Регион	Бургундия Бургундия
Департамент	Кот-д’Ор
Кантон	Женли
Координаты	Координаты : 47°0900 с. ш. 5°1000 в. д. / 47.15° с. ш. 5.166667° в. д.  (G)  (O)  (Я) 47.15 , 5.166667 47°0900 с. ш. 5°1000 в. д. / 47.15° с. ш. 5.166667° в. д.  (G)  (O)  (Я)
Население	637 человек (2006 )
Часовой пояс	UTC+1 , летом UTC+2
Почтовый индекс	: 21110
Код : INSEE	21067